# Abgasturbine
Eine Abgasturbine ist eine Turbine, die von der im Auspuffgas eines Verbrennungsmotors enthaltenen Restenergie angetrieben wird.
Der thermodynamische Hauptverlust entsteht beim Diesel-Kreisprozess, wie auch beim Otto-Kreisprozess, durch nicht nutzbare Abgaswärme und Abgas-Restdruck (typisch 3–5 bar), die wegen des geometrisch begrenzten Hubraums bzw. Verdichtungsverhältnisses nicht mehr weiter expandiert werden können und beim einfachen Saugmotor ungenutzt in den Auspuff entlassen werden. Effektiver ist die Nutzung dieser Restenergie durch weitere strömungsdynamische Expansion mittels einer Abgasturbine.
Die mit der Abgasturbine gewonnene mechanische Energie kann unterschiedlich genutzt werden: Seit etwa der Jahrtausendwende dürfte der häufigste Einsatz von Abgasturbinen als Teil eines Turboladers sein, die Wellenleistung der hochtourigen Abgasturbine kann aber auch untersetzt auf die Kurbelwelle des Motors gekoppelt werden (Compound- oder Verbundtriebwerk, wie der Wright R-3350 Sternmotor) oder einen Stromgenerator antreiben, der eine sonst von der Kurbelwelle anzutreibende Lichtmaschine entlastet oder sogar überflüssig macht.